# Ànec vapor de la Patagònia
L'ànec vapor de la Patagònia (Tachyeres patachonicus) és una espècie d'ocell de la família dels anàtids (Anatidae) que habita costes, rius i llacs al sud de Xile i de l'Argentina, cap al sud, fins al Cap d'Hornos i Terra del Foc. També a les Malvines.